# Пожарище (Шапшинское сельское поселение)
Пожарище — деревня в Харовском районе Вологодской области на реке Кумжа.
Входит в состав Шапшинского сельского поселения, с точки зрения административно-территориального деления — в Шапшинский сельсовет.
Расстояние по автодороге до районного центра Харовска — 39 км, до центра муниципального образования Шапши — 5 км. Ближайшие населённые пункты — Кобылкино, Митинская, Сопятино, Юртинская.
По данным переписи в 2002 году постоянного населения не было.